# Mornese
Mornese (piemontiul: Mornèis, ligur nyelven: Morneise) település Olaszországban, Piemont régióban, Alessandria megyében. Lakosainak száma 694 fő (2023. január 1.).